# 康納·伯恩斯

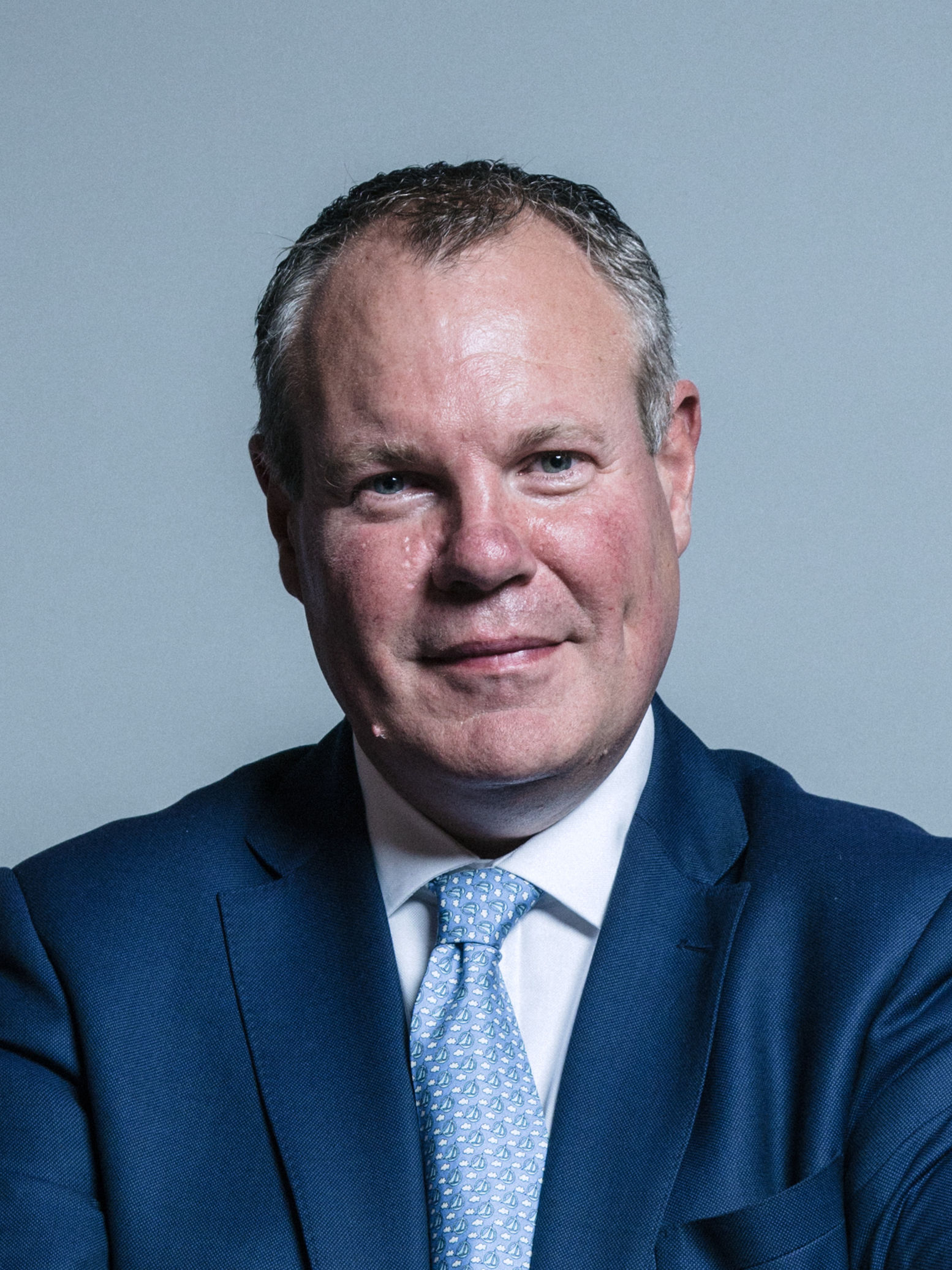

康納·伯恩斯爵士（英語：Sir Conor Burns，1972年9月24日—）是一位英格蘭政治人物，他的黨籍是保守黨。

## 生平
自2010年開始，他擔任西伯恩茅斯選區選出的英國下議院議員。他畢業於南安普敦大學。